# Lillo Firetto
Calogero Firetto, detto Lillo (Agrigento, 4 settembre 1965), è un politico italiano, sindaco di Agrigento dal 2015 al 2020.

## Biografia
È stato consigliere comunale a Porto Empedocle tra il 1990 e il 1993, e assessore alla provincia di Agrigento dal 2001 al 2006.
Nel 2006 si candida a sindaco di Porto Empedocle, sostenuto da Alleanza Nazionale, Movimento per l'Autonomia, Unione dei Democratici Cristiani e di Centro e da una lista civica. Al primo turno Firetto ottiene il 27,09%, arrivando primo. Al ballottaggio viene eletto sindaco col 51,66% dei voti (4.852 preferenze), sconfiggendo Orazio Guarraci (sostenuto da UDEUR, Federazione dei Verdi, Italia dei Valori, Rosa nel Pugno e Movimento di Iniziativa Popolare), che si ferma al 47,95% (4.469 preferenze).
Nel 2011 decide di ricandidarsi alla carica di sindaco, con il sostegno di una vasta coalizione composta da Popolo della Libertà, Partito Democratico, Unione di Centro, Movimento per le Autonomie, Forza del Sud, Futuro e Libertà per l'Italia, e alcune liste civiche. Firetto viene rieletto sindaco al primo turno con il 93,31% dei voti (10 684 voti), sconfiggendo nettamente Paolo Ferrara (sostenuto solo dall'Italia dei Valori), che si ferma al 6,69% (766 preferenze).
Il 28 ottobre 2012 è eletto deputato regionale all'Assemblea regionale siciliana nella lista dell'UDC nel collegio di Agrigento.
Nel 2015 Firetto si candida a sindaco di Agrigento, sostenuto da Partito Democratico, Nuovo Centrodestra, Unione di Centro, Sicilia Democratica e alcune liste civiche. Firetto viene eletto sindaco al primo turno col 59,01% dei voti, sconfiggendo Silvio Alessi (sostenuto da Forza Italia, Patto dei Democratici per le Riforme, Patto per il Territorio, Ama la tua Città e una lista civica).
Si ricandida per un secondo mandato per le elezioni comunali del 2020, ma perde al ballottaggio del 18-19 ottobre contro lo sfidante di centro-destra Francesco Miccichè, che vince con il 60,43% delle preferenze.